# Reyes (telenovela)
Reyes (título original: Reis) es una telenovela brasileña de RecordTV con un formato más parecido a una serie que se emite desde el 22 de marzo de 2022. Escrita por Raphaela Castro y Cristiane Cardoso con la colaboración de Aline Munhoz, Caroline Viel, Jaqueline Corrêa, Kátia Almeida, Marcos Ferraz, Méuri Luiza, Rafael de Oliveira, Nicole Garcez y Rodrigo Ribeiro, es dirigida por Juan Pablo Pires, Leonardo Miranda, Guga Sander y Vicente Guerra. 

## Sinopsis
Basado en los libros bíblicos de Samuel, Reyes, Crónicas, Proverbios, Cantares, Eclesiastés y Salmos, Reyes cuenta la historia de Israel desde el momento en que el último juez, Samuel, es usado por Dios para guiar y juzgar a su pueblo, hasta la caída de Jerusalén por manos de los ejércitos de Babilonia. 
Se verán las historias de los principales reyes de Israel en el liderazgo de la nación, incluyendo: el ungimiento y la caída de Saúl, David con su fidelidad y amor a Dios, y a su hijo Salomón conocido por su sabiduría, pero que se perdió en su vanidad.

## Temporadas
|                              |           | Exhibición               | Exhibición               |
| Título                       | Episodios | Estreno                  | Final                    |
| ---------------------------- | --------- | ------------------------ | ------------------------ |
| Temporada 1: La Decepción    | 27        | 22 de marzo de 2022      | 22 de abril de 2022      |
| Temporada 2: La Ingratitud   | 31        | 25 de abril de 2022      | 6 de junio de 2022       |
| Temporada 3: El Rechazo      | 30        | 10 de agosto de 2022     | 20 de septiembre de 2022 |
| Temporada 4: La Elección     | 16        | 21 de septiembre de 2022 | 12 de octubre de 2022    |
| Temporada 5: La Persecución  | 37        | 13 de octubre de 2022    | 5 de diciembre de 2022   |
| Temporada 6: La Conquista    | 26        | 17 de abril de 2023      | 22 de mayo de 2023       |
| Temporada 7: El Pecado       | 39        | 23 de mayo de 2023       | 14 de julio de 2023      |
| Temporada 8: La Consecuencia | 54        | 17 de julio de 2023      | 29 de septiembre de 2023 |
| Temporada 9: La Sucesión     | 34        | 2 de octubre de 2023     | 17 de noviembre de 2023  |
| Temporada 10: La Decadencia  | 21        | 22 de abril de 2024      | 20 de mayo de 2024       |
| Temporada 11: La División    | 19        | 21 de mayo de 2024       | 14 de junio de 2024      |
| Temporada 12: La Emboscada   | 23        | 2025                     | 2025                     |
| Temporada 13: La Esperanza   | 25        | 2025                     | 2025                     |

## Reparto
| Actor/Actriz  | Personaje  |
| ------------- | ---------- |
| Flávio Galvão | Dios (voz) |

### La Decepción
| Intérprete          | Personaje                                            |
| ------------------- | ---------------------------------------------------- |
| Rafael Gevú         | Samuel (joven)                                       |
| Kíria Malheiros     | Eloa (joven)                                         |
| Daniel Blanco       | Luciér, príncipe de los filisteos / Malquías (joven) |
| Pâmela Tomé         | Lavinia                                              |
| Tammi Di Calafiore  | Madre de Daryu                                       |
| Alex Morenno        | Obed                                                 |
| Anselmo Vasconcelos | Guedor, Rey de los filisteos                         |
| Silvia Pfeifer      | Anainer, Reina de los filisteos                      |
| José Rubens Chacha  | Sumo Sacerdote Eli                                   |
| Fernando Pavão      | Elcaná                                               |
| Branca Messina      | Ana                                                  |
| Julia Guerra        | Penina                                               |
| Vinicius Redd       | Sacerdote Ofni                                       |
| Vinicius Redd       | Ezer                                                 |
| Edu Porto           | Sacerdote Finees                                     |
| Thais Pacholek      | Marilis                                              |
| Augusto Zacchi      | Jehodá                                               |
| Arianne Botelho     | Melquisa                                             |
| Prisma da Matta     | Queren                                               |
| Thiago Amaral       | Miguel                                               |
| Natalia Ferrari     | Samila                                               |
| Giselle Tigre       | Ada                                                  |
| César Pezzuoli      | Sobal                                                |
| Duda Nagle          | Jotán                                                |
| Marcus Bessa        | Zanata (joven)                                       |
| Leo Belmonte        | Zif                                                  |
| Enzo Ciolini        | Cis (joven)                                          |
| Felipe Coutinho     | Ner (joven)                                          |
| Livia Maschio       | Kesha (joven)                                        |
| Caetano O'Maihlan   | Cedes, príncipe de los filisteos                     |
| Bruno Suzano        | Lesser, príncipe de los filisteos                    |
| Bruno Ahmed         | Alemer, príncipe de los filisteos                    |
| Vanessa Bueno       | Ábila                                                |
| Igor Cotrim         | Eliud                                                |
| Paulo Gabriel       | Jaziel                                               |
| Guilherme Duarte    | Josué                                                |
| Karize Brum         | Queila                                               |
| Felipe Silcler      | Tomás                                                |
| Karla Hill          | Iana                                                 |
| Débora Sertori      | Bilia                                                |

Participaciones especiales
| Actor/Actriz                       | Personaje |
| ---------------------------------- | --------- |
| Théo Viana (5 Años)                | Samuel    |
| Lorenzo Tironi (10 Años)           | Samuel    |
| João Guilherme Chaseliov (12 Años) | Samuel    |

### La Ingratitud / El Rechazo
| Intérprete         | Personaje                                  |
| ------------------ | ------------------------------------------ |
| Carlo Porto        | Saúl, Rey de Israel                        |
| Francisca Queiroz  | Ahinoam, Reina de Israel                   |
| Hylka Maria        | Kayla                                      |
| Sthefany Brito     | Laísa                                      |
| Dudu Pelizzari     | Abner                                      |
| Roberto Birindelli | Samuel                                     |
| Andréa Avancini    | Eloá                                       |
| Miguel Coelho      | Jonatán, Príncipe de Israel                |
| Ronny Kriwat       | Abinadab (Abi), Príncipe de Israel (joven) |
| Enzo Ciolini       | Malquisúa, Príncipe de Israel (joven)      |
| Eduardo Martins    | Isboset, Príncipe de Israel (joven)        |
| Mari Duarte        | Merab, Princesa de Israel (joven)          |
| Marjorie Queiroz   | Mical, Princesa de Israel (joven)          |
| Marcos Winter      | Ahitófel                                   |
| Fifo Benicasa      | Eliam                                      |
| Carlos Vieira      | Cis                                        |
| André Di Mauro     | Ner                                        |
| Marcos Breda       | Baaná                                      |
| Gustavo Machado    | Iran                                       |
| Thierry Figueira   | Laísh                                      |
| César Cardadeiro   | Heled                                      |
| Fhelipe Gomes      | Paltiel (joven)                            |
| Juliano Laham      | Sama                                       |
| Roger Gobeth       | Urias                                      |
| Nicole Rosemberg   | Maya                                       |
| Vicky Valentim     | Darim                                      |
| Gabriella Busich   | Adelina                                    |
| Carol Fazu         | Libi                                       |
| Clara Garcia       | Kesha                                      |
| Felipe Silcler     | Zeleque                                    |
| Renato Chocair     | Joiada                                     |
| Adriana Rebelo     | Dalía                                      |
| Natália Ferrari    | Arrava                                     |
| Victor Sparapane   | Lamár, Príncipe de los Filisteos           |
| Sérgio Dias Maciel | Luciér, Rey de los Filisteos               |
| Gabriel Fuentes    | Laás, Príncipe dos Filisteos / Alás        |
| Mário Hermeto      | Age                                        |
| Cláudia Assunção   | Salima                                     |
| Daniel Dalcin      | Joel                                       |
| Osmar Silveira     | Abias                                      |
| Vinícius Redd      | Nabal                                      |
| Rodrigo Moraes     | Nahas, Rey de los Amonitas                 |
| Alex Morenno       | Eliab                                      |
| Caio Paduan        | Abinadab                                   |
| Bernardo Mesquita  | Simea                                      |
| Rodrigo Candelot   | Sumo Sacerdote Ajimelec                    |
| Pedro Meireles     | Abiatar (jovem)                            |
| Thais Belchior     | Dalice                                     |
| Dida               | Tobias                                     |
| João Bresser       | Zanata                                     |
| Marcelo Batista    | Peduel                                     |
| Martha Meola       | Elisama                                    |
| Dudu Oliveira      | Tabor                                      |
| Arthur Alavarse    | Zera                                       |
| Augusto Gulum      | Chaim                                      |
| Gustavo Breder     | Alon                                       |

Participaciones especiales
| Intérprete     | Personaje                         |
| -------------- | --------------------------------- |
| Thiago Amaral  | Miguel                            |
| Bruno Suzano   | Lesser, Príncipe de los filisteos |
| Pâmela Tomé    | Lavinia                           |
| Edson Fieschi  | Isai                              |
| Raquel Rinaldi | Madre de Kayla                    |
| Sophia Saphira | Kayla (niña)                      |

### La Elección
| Intérprete          | Personaje                          |
| ------------------- | ---------------------------------- |
| Gabriel Vivan       | David (joven)                      |
| Mharessa            | Ahinoam de Jezreel (joven)         |
| Roberto Birindelli  | Samuel                             |
| Carlo Porto         | Saúl, Rey de Israel                |
| Francisca Queiroz   | Ahinoam, Reina de Israel           |
| Miguel Coelho       | Jonatán, Príncipe de Israel        |
| Dudu Pelizzari      | Abner                              |
| Ronny Kriwat        | Abinadab (Abi), Príncipe de Israel |
| Enzo Ciolini        | Malquisua, Príncipe de Israel      |
| Eduardo Martins     | Isboset, Príncipe de Israel        |
| Augusto Garcia      | Aquis, Rey de los Filisteos        |
| Maiara Walsh        | Abigaíl                            |
| Rayanne Morais      | Chaya                              |
| Edson Fieschi       | Isai                               |
| Christine Fernandes | Haviva                             |
| Alex Morenno        | Eliab                              |
| Caio Paduan         | Abinadab                           |
| Bernardo Mesquita   | Simea                              |
| Jota Petrin         | Natanael (joven)                   |
| Bernardo Busnello   | Ozem                               |
| Matheus Martins     | Radai                              |
| Arthur Guterres     | Jotan                              |
| Juliana Boller      | Sarvia                             |
| Gabriel Kaufmann    | Abisai (joven)                     |
| Guilherme Seta      | Joab (joven)                       |
| Bernardo Guimarães  | Asael (joven)                      |
| Pamela Otero        | Abigaíl (hermana de David)         |
| Rafael Sardão       | Jeter                              |
| Diego Kropotoff     | Amasa (jovem)                      |
| Marcos Winter       | Ahitofel                           |
| Fifo Benicasa       | Eliam                              |
| Roger Gobeth        | Urias                              |
| Alexandre Tigano    | Goliat                             |
| Brenno Pavarini     | Gigante Lami                       |
| Felipe Costa        | Gigante Isbi-Benobe                |
| Gabriel Belentin    | Gigante de 6 dedos                 |
| Rafael Souza        | Gigante Safe                       |
| Dudu de Oliveira    | Mikhail                            |
| Igor Cotrim         | Asher                              |
| Cris Carniato       | Liora                              |
| Clara Galinari      | Berseba (joven)                    |
| Melissa Nóbrega     | Mizpa (joven)                      |
| Bruna Negendank     | Betania (joven)                    |
| Clara Martins       | Timna (joven)                      |
| Vinícius Redd       | Nabal                              |
| Nicole Rosemberg    | Maya                               |
| Thierry Figueira    | Laís                               |
| Carol Fazu          | Libi                               |
| Andréa Avancini     | Eloá                               |
| César Cardadeiro    | Helede                             |
| Juliano Laham       | Sama                               |
| Felipe Silcler      | Zeleque                            |
| Renato Chocair      | Joiada                             |
| Adriana Rabelo      | Dalía                              |
| Natália Ferrari     | Arrava                             |
| Mário Hermeto       | Agé                                |
| Claúdia Assunção    | Salima                             |
| Gustavo Machado     | Iran                               |
| Martha Meola        | Elisama                            |
| Alexandre Barros    | Alon                               |
| Hall Mendes         | Efraim                             |
| Gabi Busich         | Adelina                            |
| Beth Zalcman        | Queila                             |
| Arthur Alavarse     | Zera                               |
| Augusto Gulum       | Chaim                              |
| Cássio Pandolfi     | Raim                               |
| Caio Vegatti        | Adriel                             |
| Isabel Guéron       | Talya                              |

Participaciones especiales
| Intérprete   | Personaje |
| ------------ | --------- |
| Fernando Val | Malcolm   |
| Vitor Valle  | Ismaias   |

### La Persecución
| Intérprete              | Personaje                   |
| ----------------------- | --------------------------- |
| Cirillo Luna            | David                       |
| Paloma Bernardi         | Betsabé                     |
| Lina Mello              | Mical, Princesa de Israel   |
| Jéssica Juttel          | Ahinoam de Jezreel          |
| Maiara Walsh            | Abigaíl                     |
| Carlo Porto             | Saúl, Rey de Israel         |
| Miguel Coelho           | Jonatán, Príncipe de Israel |
| Rodrigo Candelot        | Sumo Sacerdote Ajimelec     |
| Edu Porto               | Sacerdote Abiatar           |
| Roberto Birindelli      | Samuel                      |
| Marcos Winter           | Ajitófel                    |
| Aline Fontes            | Merab, Princesa de Israel   |
| João Villa              | Isboset, Príncipe de Israel |
| Alex Morenno            | Eliab                       |
| Caio Paduan             | Abinadab                    |
| Bernardo Mesquita       | Simea                       |
| Ian Tavares             | Natanael                    |
| Gui Sampaio             | Ozem                        |
| Ian Tavares             | Natanael                    |
| Rafael Dib              | Abisai                      |
| Mário Bregieira         | Joab                        |
| Tiago Marques           | Asael                       |
| Raphael Montagner       | Amasa                       |
| Fifo Benicasa           | Eliam                       |
| Roger Gobeth            | Urias                       |
| Caio Menck              | Paltiel                     |
| Thiago Amaral           | Benaía                      |
| Alexandre Barros        | Alon                        |
| Clara Niin              | Berseba                     |
| Camila Mayrink          | Mizpa                       |
| Bianca Palheiras        | Betania                     |
| Laís Gavazzi            | Timna                       |
| Marcelo Arnal           | Joseb                       |
| Juliano Laham           | Sama                        |
| Wesley Schmitt          | Eleazar                     |
| Rhaisa Batista          | Rispa                       |
| Natália Ferrari         | Arrava                      |
| Ana Spohr               | Dina                        |
| Roza Haydêer            | Urit                        |
| Malu Falangola          | Ariela                      |
| Pedro Henrique Moutinho | Doeg                        |
| Matheus Costa           | Siba                        |
| Daniel Baroni           | Beor                        |

Participaciones especiales
| Personaje         | Intérprete               |
| ----------------- | ------------------------ |
| Sthefany Brito    | Laísa                    |
| Daniel Dalcin     | Joel                     |
| Osmar Silveira    | Abias                    |
| Mefiboset (Niño)  | Lorenzo Mello            |
| Armoni (Niño)     | Lorenzo Barros           |
| Felipe Cunha      | Natán                    |
| Fausto Saez       | Gad                      |
| Jorge Lucas       | Talmai , Rey de Gesur    |
| Jakelyne Oliveira | Maaca, Princesa de Gesur |

### La Conquista/El Pecado
| Intérprete              | Personaje                                        |
| ----------------------- | ------------------------------------------------ |
| Cirillo Luna            | David, Rey de Israel y Judá                      |
| Lina Mello              | Mical, Princesa de Israel/Reina de Israel y Judá |
| Jéssica Juttel          | Ahinoam, Reina de Israel y Judá                  |
| Maiara Walsh            | Abigaíl, Reina de Judá                           |
| Jakelyne Oliveira       | Maaca, Princesa de Gesur/Reina de Israel y Judá  |
| Manuela do Monte        | Haggith, Reina de Judá                           |
| Isabella Dionísio       | Abital, Reina de Israel y Judá                   |
| Samia Abreu             | Eglah, Reina de Judá                             |
| Paloma Bernardi         | Betsabé                                          |
| Edu Porto               | Sacerdote Abiatar                                |
| Marcos Winter           | Ajitófel                                         |
| Aline Fontes            | Merab, Princesa de Israel                        |
| João Villa              | Isboset, Rey de Israel                           |
| Alex Morenno            | Eliab                                            |
| Caio Paduan             | Abinadab                                         |
| Bernardo Mesquita       | Simea                                            |
| Ian Tavares             | Natanael                                         |
| Gui Sampaio             | Ozem                                             |
| Rafael Dib              | Abisai                                           |
| Mário Bregieira         | Joab                                             |
| Tiago Marques           | Asael                                            |
| Raphael Montagner       | Amasa                                            |
| Fifo Benicasa           | Eliam                                            |
| Roger Gobeth            | Urias                                            |
| Caio Menck              | Paltiel                                          |
| Felipe Cardoso          | Arauna, Rey de los Jebuseos                      |
| Thiago Amaral           | Benaía                                           |
| Clara Niin              | Berseba                                          |
| Camila Mayrink          | Mizpa                                            |
| Bianca Palheiras        | Betania                                          |
| Laís Gavazzi            | Timna                                            |
| Marcelo Arnal           | Joseb                                            |
| Juliano Laham           | Sama                                             |
| Wesley Schmitt          | Eleazar                                          |
| Rhaisa Batista          | Rispa                                            |
| Natália Ferrari         | Arrava                                           |
| Ana Spohr               | Dina                                             |
| Roza Haydêer            | Urit                                             |
| Malu Falangola          | Ariela                                           |
| Pedro Henrique Moutinho | Doeg                                             |
| Matheus Costa           | Siba                                             |
| Felipe Cunha            | Natán                                            |
| Fausto Saez             | Gad                                              |
| Daniel Baroni           | Beor                                             |

### Las Consecuencias
| Intérprete         | Personaje                                       |
| ------------------ | ----------------------------------------------- |
| Petrônio Gontijo   | David, Rey de Israel y Judá                     |
| Ana Lima           | Betsabé, Reina de Israel y Judá                 |
| Vanessa Gerbelli   | Haggith, Reina de Israel y Judá                 |
| Guilherme Delloto  | Salomón, Rey de Israel y Judá                   |
| Ingrid Conte       | Naamá / Sulamita                                |
| Adriana Prado      | Mical, Reina de Israel y Judá                   |
| Luckas Moura       | Amnón, Príncipe de Israel y Judá                |
| Ricky Tavares      | Absalón, Príncipe de Israel y Judá              |
| Brunno Daltro      | Adonías, Príncipe de Israel y Judá              |
| Esther de Oliveira | Tamar, Princesa de Israel y Judá                |
| Michelle Martins   | Maaca, Princesa de Gesur/Reina de Israel y Judá |
| Marcelo Faria      | Joab                                            |
| Ângelo Coimba      | Benaías                                         |
| Bárbara França     | Abisag                                          |
| Cristiana Galvão   | Ariela                                          |
| Pedro Nercessian   | Agur                                            |
| Rafaela Sampaio    | Evelyn                                          |
| Emily Matte        | Keren                                           |
| William Lira       | Oziel                                           |

## Producción
| “La idea de crear 'Reinos' surgió cuando escribí [la miniserie] 'Rey David', sobre la lucha de poder entre los reyes de la época... Escribí una sinopsis de la serie y ya está vendido por la emisora en los Estados Unidos. La serie representará varios reinos, incluidos Siria y Macedonia, y las guerras por la Tierra Prometida”.—— Dice la autora Vívian de Oliveira sobre la serie Reinos |

En 2015, RecordTV anunció que produciría una miniserie bíblica, titulada Reinos, que sería producida en cooperación con la productora estadounidense Swen Group y grabada en inglés, dirigida a un mercado internacional. La producción de diez capítulos retrataría las disputas territoriales por la Tierra Prometida principalmente tras la muerte del rey David con un guion basado en los libros bíblicos de Reyes y Crónicas . Estaría escrita por Vívian de Oliveira e inspirada en la serie Game of Thrones, y se esperaba que se estrenará en 2017. Sin embargo, la miniserie fue cancelada por su alto costo.
En octubre de 2020, RecordTV anunció las telenovelas para los próximos dos años. Para suceder a Génesis, que se estrenó en enero de 2021, se optó por una adaptación de la historia del rey David para el formato de novela. Cristianne Fridman asumió la autoría y comenzó a investigar y escribir el texto. Para suceder a la telenovela Rey David, Record eligió una adaptación de la historia del Rey Salomón, escrita por Paula Richard, que debía estrenarse en 2022. Ambas telenovelas fueron canceladas, a pesar de que Rey David estaba en preproducción . En junio de 2021, la gerencia de RecordTV optó por producir el proyecto antiguo, ahora completamente cambiado tanto en el registro de la marca como en el formato. Anteriormente nombrado Reinos, el proyecto se llamó Reis (Reyes) y se dividió en varias temporadas que mostrarán la historia de varios reyes, incluidos David y Salomón. Cristiane Cardoso, hija del obispo Edir Macedo, sería la encargada de hacer estos cambios bajo la justificación de que el formato de Génesis, cercano a la serie, habría agradado a los espectadores. Se promovió a la escritora Raphaela Castro -responsable de la última fase de Génesis- para adaptar las historias.
Para dirigir a Reyes, RecordTV contrató al director argentino Juan Pablo Pires, quien ya había dirigido una miniserie para la emisora en 2018, Lía La Miniserie . Record enfrentó retrasos en la preproducción de Reyes, ya que la autora tuvo algunos problemas para entregar las primeras oleadas de capítulos para ser evaluados por Cristiane Cardoso. Record aceleró los procesos de producción de Reyes, habiendo definido todo el equipo de colaboradores definido en septiembre, con los nombres de Marcos Ferraz, Méuri Luiza y Rodrigo Ribeiro. Inicialmente previsto que las grabaciones se iniciarán en septiembre, se comenzó a grabar en noviembre.